# Ấn Độ không kích Pakistan 2025
Ngày 7 tháng 5 năm 2025, Ấn Độ đã tiến hành các cuộc tấn công bằng tên lửa vào Pakistan và Jammu và Kashmir do Pakistan quản lý, chiến dịch này có mật danh là Chiến Dịch Sindoor (tiếng Hindi: ऑपरेशन सिन्दूर, đã Latinh hoá: Ôparēśan Sindūr, tiếng Anh: Operation Sindoor). Ấn Độ cho biết họ nhắm vào cơ sở hạ tầng khủng bố của Lashkar-e-Taiba và Jaish-e-Mohammed và không có cơ sở quân sự nào của Pakistan bị nhắm mục tiêu, trong khi Pakistan cho biết Ấn Độ nhắm vào các khu vực dân sự (bao gồm cả thánh đường Hồi giáo) và tuyên bố rằng các cuộc không kích của Ấn Độ đã giết chết 26 thường dân Pakistan, bao gồm cả trẻ em,và làm bị thương hơn 46 người. Pakistan tuyên bố rằng họ đã trả đũa các cuộc không kích của Ấn Độ, tuyên bố đã bắn hạ một số máy bay chiến đấu của Ấn Độ và gây thiệt hại cho cơ sở hạ tầng của Ấn Độ. Ấn Độ cho biết hỏa lực pháo binh xuyên biên giới của Pakistan đã giết chết nhiều thường dân, bao gồm cả trẻ em.
Ấn Độ cho biết họ đã nhắm mục tiêu vào các trại khủng bố tại chín địa điểm bao gồm Bahawalpur, nơi là trung tâm của Jaish-e-Mohammed, một tổ chức được Liên Hợp Quốc xác định là tổ chức khủng bô, tổ chức này do Maulana Masood Azhar lãnh đạo, và trại Subhan Allah, một trung tâm được cho là của tổ chức thánh chiến Jaish-e-Mohammed có trụ sở tại Pakistan, và Muridke gần Lahore, một trung tâm của Lashkar-e-Taiba do Hafiz Saeed lãnh đạo, Lashkar-e-Taiba là một một tổ chức được Liên Hợp Quốc xác định là tổ chức khủng bố. Masood Azhar cho biết 10 thành viên trong gia đình ông, bao gồm 5 trẻ em, đã thiệt mạng trong các cuộc không kích của Ấn Độ vào trụ sở của nhóm này tại Jamia Masjid Subhan Allah ở Bahawalpur.
Để trả đũa các cuộc không kích, Pakistan tuyên bố đã bắn hạ một số máy bay chiến đấu của Ấn Độ và gây thiệt hại cho cơ sở hạ tầng của Ấn Độ. Tuy nhiên, khi được yêu cầu cung cấp thêm bằng chứng trong một cuộc phỏng vấn trên CNN, Bộ trưởng Quốc phòng Pakistan, Khawaja Asif, đã trích dẫn "mạng xã hội" là nguồn thông tin của mình. Ấn Độ cũng tuyên bố rằng hỏa lực pháo binh xuyên biên giới của Pakistan đã giết chết nhiều thường dân, bao gồm cả trẻ em.